# ドゥイェ・チャレタ＝ツァル
ドゥイェ・チャレタ＝ツァル（Duje Ćaleta-Car、1996年9月17日 - ）は、クロアチア・シベニク出身の同国代表サッカー選手。ラ・リーガ・レアル・ソシエダ所属。ポジションは、ディフェンダー。

## 経歴

### クラブ
地元クラブのHNKシベニクでプロキャリアをスタート。
2014年夏にFCパシングからFCリーフェリングに移籍。7月のフローリツドルファーAC戦で加入後初出場。
2018年7月20日、オリンピック・マルセイユへ移籍することが発表された。
2022年9月1日、サウサンプトンFCと4年契約を結んだ。
2023年8月2日、オリンピック・リヨンへの１年間のローン移籍が発表された。2024年7月8日、3年契約を結び完全移籍した。
2025年8月1日、レアル・ソシエダにローン移籍した。

### 代表
各年代でクロアチア代表に選出されている。ユース年代ではUEFA U-17欧州選手権2013、2013 FIFA U-17ワールドカップ等に参加した。
2016年5月16日、UEFA EURO 2016に参加する27人の暫定メンバーに選ばれたが、31日に発表された最終登録メンバーからは外れた。
2018年5月、2018 FIFAワールドカップ参加メンバーに選出された。6月3日、ブラジルとの大会前強化試合で途中出場しフル代表デビュー。

## 代表歴

### 出場大会
- クロアチア代表
  - 2018 FIFAワールドカップ

### 試合数
- 国際Aマッチ 29試合 1得点（2018年-）[12]

| クロアチア代表 | 国際Aマッチ | 国際Aマッチ |
| 年             | 出場        | 得点        |
| -------------- | ----------- | ----------- |
| 2018           | 2           | 0           |
| 2019           | 3           | 0           |
| 2020           | 5           | 0           |
| 2021           | 10          | 1           |
| 2022           | 3           | 0           |
| 2023           | 0           | 0           |
| 2024           | 6           | 0           |
| 通算           | 29          | 1           |

## タイトル

### クラブ
FCレッドブル・ザルツブルク
- オーストリア・ブンデスリーガ 優勝 （4回）： 2014-15, 2015-16, 2016-17, 2017-18
- オーストリア・カップ 優勝 （2回）： 2014-15, 2015-16